# 수상한 장모
《수상한 장모》는 2019년 5월 20일부터 같은 해 11월 8일까지 방영되었던 SBS 아침연속극이었다.

## 기획 의도
첫눈에 반해 사랑에 빠진 은석하고 제니.
흠잡을 데 없는 일등 사윗감인 은석을 결사 항전으로 막아서는 수상한 장모 수진.
장모님이 내 원수가 되어버린 은석의 사연, 그리고 수상한 장모의 비밀을 그린 드라마

## 등장인물

### 주요 인물
- 김혜선(왕수진) : 55세, 제니 한(최경아)을 유괴해서 키운 여자, 제니 브랜드의 총 책임자, 과거 소매치기 잡범이자 흑장미 사건 진범
- 신다은(제니 한 / 최경아) : 29세, 베일에 싸인 패션 디자이너, 수진의 양딸이자 , 지화자 의 친딸 ,송아 동생
- 박진우(오은석) : 33세, 유학파 출신 컨설팅 전문가, 주식회사 제이 그룹의 친손주, 제니의 연인
- 손우혁(안만수) : 34세, 호텔 사업가, 한국계 미국인, 제니의 약혼남이자 수진의 친아들
- 안연홍(최송아) : 36세, 제니의 친언니, 디자이너, 동주의 연인- 아내
- 김정현(이동주) : 37세, 퀵배달 직원 → 제이 그룹 오 회장의 수행 비서, 송아의 연인 → 남편

### 은석 가족
- 고인범(오다진) : 80세, 은석의 친할아버지, 제이 그룹 대표 회장
- 양정아(오애리) : 58세, 오 회장의 딸이자 은석의 고모, 제이 그룹 전무
- 황명환(김영만) : 33세, 애리 아들, 송아의 전 남편, 제이 그룹 상무
- 한소현(김은지) : 27세, 애리 딸, 영만 여동생, 은석의 고종사촌동생이자 비서실장

### 송아 가족
- 윤복인(지화자) : 57세, 송아의 엄마이자 제니(최경아)의 친엄마, 과거 국밥집 운영, 현재는 갈비집 운영 중

### 동주 가족
- 고다연(이경인) : 30세, 동주 동생, 프리랜서 기자, 만수와 손잡고 제니와 수진의 정체를 밝히고자 하는 인물
- 이한서(이마음) : 11세, 동주 딸

### 그 외 인물
- 송영재(한철호) : 45세, 출판사 부장, 경인의 상사
- 양영조(서한국) : 50세, 오 회장의 오랜 심복이자 비서
- 유일한(박경수) : 38세, 경찰 출신, 심부름 센터 운영, 동주의 조력자 (88회 사망)
- 조수빈(진애영) : 29세, 영만 내연녀이자 비서, 트로트 가수(예명 : 태미주)
- 김낙균(박 형사) : 동주와 함께 흑장미 사건을 파헤치는 형사
- 선인호(만수 수행비서) : 만수 심복
- 이나경(박다혜) : 은석 맞선녀
- 장두이(강치수) : 35년 전 수진을 풀어준 전직 형사, 수진이 오라버니라 따르는 인물 (젊은시절 : 배진웅)
- 손선근(최면 전문의) : 제니의 기억을 찾게 도와주는 인물
- 최광제(최연호) : 45세, 치수의 수하
- 김태영(오 회장네 주치의)
- 전은미(매장 직원)
- 조기태

## 시청률
아래의 파란색 숫자는 '최저 시청률', 빨간색 숫자는 '최고 시청률'입니다. 시청률조사업체하고 차이가 있을 수 있습니다. 
| 2019년  | 2019년    | 2019년         | 2019년         | 2019년       |
| 회차    | 방송일    | TNmS 시청률    | AGB 시청률     | AGB 시청률   |
| 회차    | 방송일    | 대한민국(전국) | 대한민국(전국) | 수도권(서울) |
| ------- | --------- | -------------- | -------------- | ------------ |
| 제1회   | 5월 20일  | 6.1%           | 5.6%           |              |
| 제2회   | 5월 21일  | 5.8%           | 4.9%           |              |
| 제3회   | 5월 22일  | 5.7%           | 4.9%           |              |
| 제4회   | 5월 23일  | 6.0%           | 5.2%           | 4.8%         |
| 제5회   | 5월 24일  | 6.0%           | 4.5%           |              |
| 제6회   | 5월 27일  | 7.0%           | 5.1%           |              |
| 제7회   | 5월 28일  | 6.6%           | 5.3%           |              |
| 제8회   | 5월 29일  | 6.3%           | 4.9%           |              |
| 제9회   | 5월 30일  | 6.6%           | 6.1%           | 6.2%         |
| 제10회  | 5월 31일  | 6.2%           | 5.1%           |              |
| 제11회  | 6월 3일   | 6.7%           | 5.3%           | 4.8%         |
| 제12회  | 6월 4일   | 6.7%           | 5.8%           | 5.3%         |
| 제13회  | 6월 5일   | 6.5%           | 5.6%           | 5.2%         |
| 제14회  | 6월 6일   | 5.7%           | 5.3%           |              |
| 제15회  | 6월 7일   | 7.0%           | 6.4%           | 6.0%         |
| 제16회  | 6월 10일  | 6.2%           | 5.4%           | 5.2%         |
| 제17회  | 6월 11일  |                | 5.5%           | 4.9%         |
| 제18회  | 6월 13일  | 6.3%           | 5.6%           | 5.3%         |
| 제19회  | 6월 14일  | 6.4%           | 5.7%           | 5.4%         |
| 제20회  | 6월 18일  | 6.4%           | 5.4%           |              |
| 제21회  | 6월 19일  | 6.5%           | 5.1%           |              |
| 제22회  | 6월 20일  | 6.2%           | 5.4%           | 5.1%         |
| 제23회  | 6월 21일  | 7.0%           | 5.4%           |              |
| 제24회  | 6월 24일  | 6.4%           | 5.8%           | 5.8%         |
| 제25회  | 6월 25일  | 7.2%           | 5.8%           | 5.2%         |
| 제26회  | 6월 26일  | 6.3%           | 5.5%           | 5.3%         |
| 제27회  | 6월 27일  | 7.1%           | 6.1%           | 5.6%         |
| 제28회  | 6월 28일  | 6.5%           | 5.7%           | 5.5%         |
| 제29회  | 7월 1일   | 5.8%           | 4.9%           |              |
| 제30회  | 7월 2일   | 6.5%           | 5.4%           | 4.6%         |
| 제31회  | 7월 3일   | 6.1%           | 5.0%           |              |
| 제32회  | 7월 4일   | 6.3%           | 5.3%           |              |
| 제33회  | 7월 5일   | 6.6%           | 5.4%           | 4.8%         |
| 제34회  | 7월 8일   | 6.1%           | 5.3%           |              |
| 제35회  | 7월 9일   | 6.7%           | 5.5%           | 5.2%         |
| 제36회  | 7월 10일  | 6.6%           | 5.1%           |              |
| 제37회  | 7월 11일  | 7.0%           | 6.1%           | 6.0%         |
| 제38회  | 7월 12일  | 6.5%           | 5.2%           |              |
| 제39회  | 7월 15일  | 6.4%           | 4.6%           |              |
| 제40회  | 7월 16일  | 7.0%           | 5.5%           |              |
| 제41회  | 7월 17일  |                | 5.2%           |              |
| 제42회  | 7월 18일  | 5.9%           | 5.6%           |              |
| 제43회  | 7월 19일  | 6.4%           | 5.8%           |              |
| 제44회  | 7월 22일  | 5.9%           | 5.8%           |              |
| 제45회  | 7월 23일  | 4.7%           |                |              |
| 제46회  | 7월 24일  | 4.9%           |                |              |
| 제47회  | 7월 25일  | 5.7%           | 5.5%           |              |
| 제48회  | 7월 26일  | 5.8%           | 5.2%           |              |
| 제49회  | 7월 29일  | 5.5%           |                |              |
| 제50회  | 7월 30일  | 5.7%           | 5.1%           |              |
| 제51회  | 7월 31일  | 5.7%           | 5.4%           |              |
| 제52회  | 8월 1일   | 5.9%           | 5.7%           |              |
| 제53회  | 8월 2일   | 5.5%           | 5.5%           |              |
| 제54회  | 8월 5일   | 5.3%           |                |              |
| 제55회  | 8월 6일   | 5.8%           | 5.2%           |              |
| 제56회  | 8월 7일   | 5.8%           |                |              |
| 제57회  | 8월 8일   | 6.4%           | 6.1%           |              |
| 제58회  | 8월 9일   | 6.1%           | 5.5%           |              |
| 제59회  | 8월 12일  | 6.9%           | 6.6%           | 6.5%         |
| 제60회  | 8월 13일  | 6.4%           | 6.1%           | 5.8%         |
| 제61회  | 8월 14일  | 6.1%           | 5.3%           | 4.9%         |
| 제62회  | 8월 15일  | 6.2%           | 5.7%           | 5.2%         |
| 제63회  | 8월 16일  |                | 6.1%           | 5.5%         |
| 제64회  | 8월 19일  | 6.2%           | 6.0%           |              |
| 제65회  | 8월 20일  | 6.4%           | 5.9%           | 5.5%         |
| 제66회  | 8월 21일  | 6.0%           | 6.2%           | 5.6%         |
| 제67회  | 8월 22일  | 6.8%           | 6.2%           | 5.2%         |
| 제68회  | 8월 23일  | 7.4%           | 6.4%           | 5.8%         |
| 제69회  | 8월 26일  | 6.6%           | 5.8%           | 5.4%         |
| 제70회  | 8월 27일  | 6.7%           | 6.3%           | 6.0%         |
| 제71회  | 8월 28일  | 6.4%           | 6.2%           | 5.6%         |
| 제72회  | 8월 29일  | 7.1%           | 6.6%           | 5.9%         |
| 제73회  | 8월 30일  | 7.2%           | 6.0%           | 5.4%         |
| 제74회  | 9월 2일   | 7.0%           | 6.3%           | 5.9%         |
| 제75회  | 9월 3일   | 7.4%           | 6.4%           | 5.8%         |
| 제76회  | 9월 4일   | 7.4%           | 7.1%           | 7.1%         |
| 제77회  | 9월 5일   | 7.7%           | 7.1%           | 6.8%         |
| 제78회  | 9월 6일   | 7.3%           | 6.7%           | 5.9%         |
| 제79회  | 9월 9일   | 6.6%           | 6.2%           | 5.9%         |
| 제80회  | 9월 10일  | 7.0%           | 6.7%           | 6.4%         |
| 제81회  | 9월 11일  | 7.1%           | 6.6%           | 6.2%         |
| 제82회  | 9월 12일  | 6.4%           | 5.8%           | 5.3%         |
| 제83회  | 9월 13일  |                | 3.6%           |              |
| 제84회  | 9월 16일  | 6.9%           | 7.0%           | 6.2%         |
| 제85회  | 9월 17일  | 7.8%           | 6.5%           | 6.4%         |
| 제86회  | 9월 18일  | 7.6%           | 6.1%           | 6.0%         |
| 제87회  | 9월 19일  | 8.0%           | 6.2%           | 5.9%         |
| 제88회  | 9월 20일  | 8.7%           | 6.0%           | 5.4%         |
| 제89회  | 9월 23일  | 7.9%           | 6.5%           | 5.8%         |
| 제90회  | 9월 24일  | 7.6%           | 6.4%           | 5.7%         |
| 제91회  | 9월 25일  | 7.3%           | 6.3%           | 6.1%         |
| 제92회  | 9월 26일  | 7.7%           | 6.3%           | 5.7%         |
| 제93회  | 9월 27일  | 7.4%           | 6.7%           | 6.1%         |
| 제94회  | 9월 30일  | 7.5%           | 6.1%           | 5.1%         |
| 제95회  | 10월 1일  | 7.7%           | 6.5%           | 5.9%         |
| 제96회  | 10월 2일  | 8.4%           | 6.6%           | 6.0%         |
| 제97회  | 10월 3일  |                | 7.3%           | 6.9%         |
| 제98회  | 10월 4일  | 6.3%           | 5.0%           |              |
| 제99회  | 10월 7일  | 8.1%           | 6.8%           | 6.3%         |
| 제100회 | 10월 8일  | 7.7%           | 6.0%           | 5.5%         |
| 제101회 | 10월 9일  | 7.3%           | 5.4%           |              |
| 제102회 | 10월 10일 | 7.1%           | 6.5%           | 5.7%         |
| 제103회 | 10월 11일 | 7.6%           | 6.9%           | 6.5%         |
| 제104회 | 10월 14일 | 8.5%           | 7.2%           | 6.8%         |
| 제105회 | 10월 15일 | 7.6%           | 6.9%           | 6.6%         |
| 제106회 | 10월 16일 | 7.6%           | 6.4%           | 6.1%         |
| 제107회 | 10월 17일 | 8.5%           | 6.7%           | 6.6%         |
| 제108회 | 10월 18일 | 9.2%           | 6.6%           | 6.2%         |
| 제109회 | 10월 21일 | 8.5%           | 6.6%           | 6.4%         |
| 제110회 | 10월 22일 | 8.0%           | 6.7%           | 6.0%         |
| 제111회 | 10월 23일 | 7.6%           | 6.7%           | 6.3%         |
| 제112회 | 10월 24일 | 9.3%           | 7.4%           | 7.0%         |
| 제113회 | 10월 25일 | 8.8%           | 6.9%           | 6.4%         |
| 제114회 | 10월 28일 | 8.7%           | 7.3%           | 7.4%         |
| 제115회 | 10월 29일 | 8.6%           | 7.3%           | 7.0%         |
| 제116회 | 10월 30일 | 8.5%           | 7.2%           | 7.1%         |
| 제117회 | 10월 31일 | 6.6%           | 5.1%           | 5.0%         |
| 제118회 | 11월 1일  | 8.2%           | 7.2%           | 7.2%         |
| 제119회 | 11월 4일  | 8.5%           | 6.8%           | 6.4%         |
| 제120회 | 11월 5일  | 8.5%           | 7.8%           | 7.6%         |
| 제121회 | 11월 6일  | 8.6%           | 7.3%           | 7.1%         |
| 제122회 | 11월 7일  | 9.0%           | 7.8%           | 7.7%         |
| 제123회 | 11월 8일  | 8.4%           | 7.6%           | 7.0%         |

## 결방 사유 및 편성 변경 및 연장
- 2019년 6월 12일 : 2019년 FIFA U-20 월드컵 대한민국 : 에콰도르 준결승전 하이라이트 방송으로 인한 결방
- 2019년 6월 17일 : 2019년 FIFA U-20 월드컵 인터뷰 방송으로 인한 결방
- 2019년 10월 4일 : 여자 축구 국가대표 친선경기 대한민국 : 미국 중계방송으로 인해 기존 시간에서 10분 앞당겨진 오전 8시 25분으로 편성 변경. (98회)
- 수상한 장모 방영 분량이 120부작에서 3회 연장되어 123부작으로 변경 및 확정되었다.

## 수상 및 후보
| 연도 | 시상식       | 부문                              | 수상자 | 결과 |
| ---- | ------------ | --------------------------------- | ------ | ---- |
| 2019 | SBS 연기대상 | 장편드라마 부문 남자 최우수연기상 | 박진우 | 후보 |
| 2019 | SBS 연기대상 | 장편드라마 부문 남자 최우수연기상 | 손우혁 | 후보 |
| 2019 | SBS 연기대상 | 장편드라마 부문 여자 최우수연기상 | 김혜선 | 후보 |
| 2019 | SBS 연기대상 | 장편드라마 부문 여자 최우수연기상 | 신다은 | 후보 |
| 2019 | SBS 연기대상 | 여자 신인연기상                   | 수빈   | 후보 |

## 경쟁 프로그램
- MBC 일일드라마

《모두 다 쿵따리》 (2019년 7월 16일 ~ 11월 29일)

## 참고 사항
- 배우 김혜선이 출연하였던 SBS 주말극장 《내일이 오면》의 OST 수록곡 중 《순정의 테마》가 본 드라마에서도 사용되었다.